# Progetto Ægea

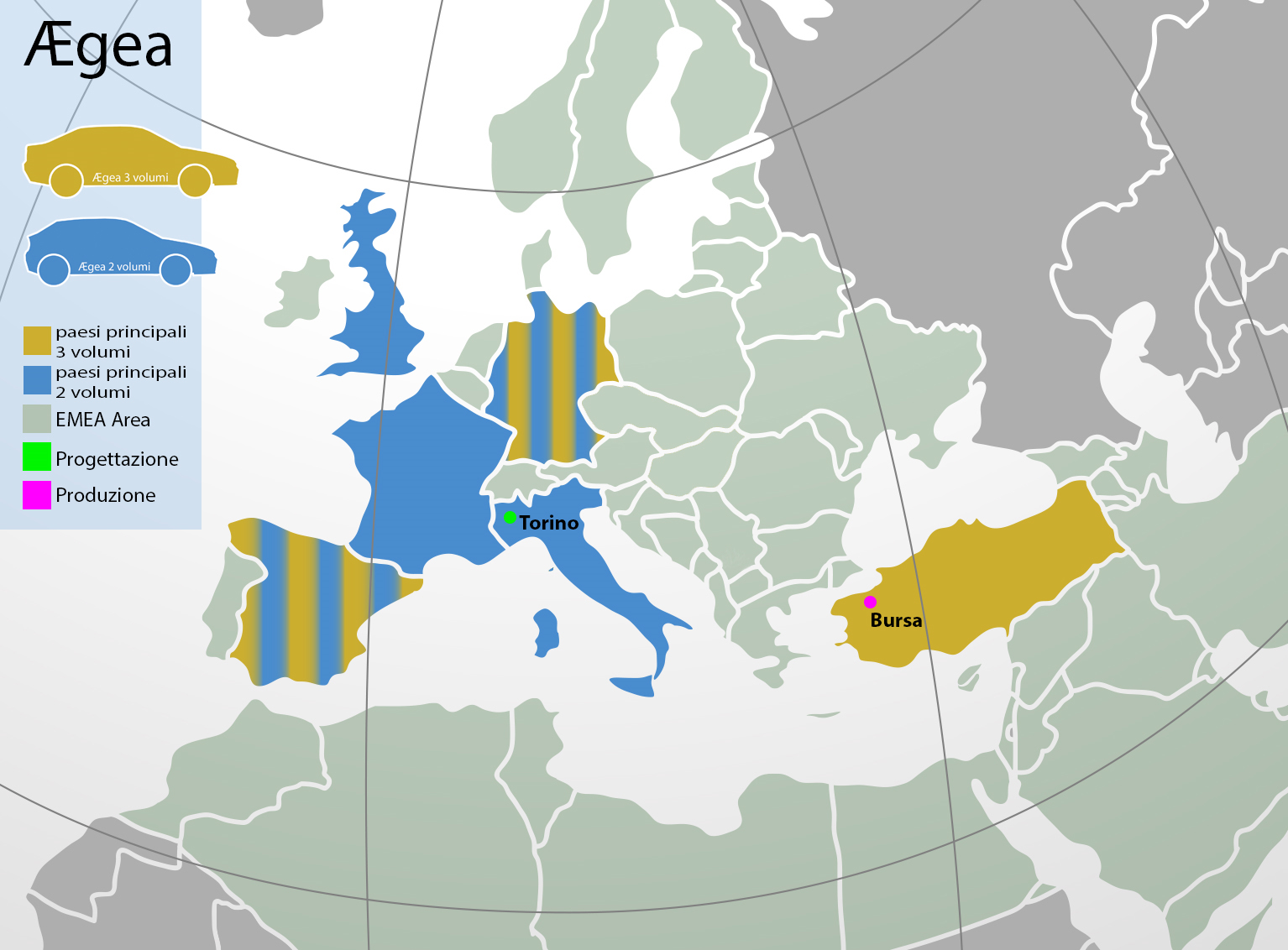
Principali paesi di riferimento del progetto Ægea all'interno del mercato EMEA) (in verde chiaro).

Il progetto Ægea (356) è una famiglia di automobili ideate e sviluppate da FCA nel 2014 (anno di inizio sviluppo) fino alla presentazione ufficiale del primo modello nel maggio 2015 con relativo inizio produzione dei modelli fra il 2015 e il 2016. Si tratta di una famiglia di vetture basate sulla piattaforma Small LWB destinata a mercati molto diversi fra loro, ai quali il progetto si rivolge con variante di carrozzeria specifici in grado di soddisfare le esigenze di mercato dei diversi paesi.
Il progetto è nato in Italia e i modelli sono pensati inizialmente per il mercato EMEA (Europa e Medio Oriente e Africa). I singoli modelli sono comunque destinati ad essere esportati verso altri mercati del mondo aventi caratteristiche di mercato simili di quelli di partenza.

## Ideazione
La famiglia di vetture nasce a Torino, dove sono state ideate e progettate, e consiste in tre modelli che si differenziano per tipologia di carrozzeria e filosofia di utilizzo, al fine di coprire al meglio le esigenze dei diversi paesi dell'area EMEA che hanno abitudini molto diverse fra loro. I tre modelli sono una berlina tre volumi, una berlina a due volumi e una versione familiare, tutte parte della famiglia Tipo. La tre volumi prende quindi l'eredità commerciale della Fiat Linea nei mercati dove berline compatte "con la coda" sono molto apprezzate: Turchia, Germania, Spagna, Est Europa. La versione a due volumi invece raccoglie l'eredità della Fiat Bravo nei mercati dove le hatchback sono di gran lunga le più vendute, come per esempio l'Italia. La versione Station Wagon è la variante famigliare delle berline. Il progetto, diviso nei vari 3 modelli, viene commercializzato in oltre 50 paesi dell'area EMEA e riprende in modo parallelo la stessa strategia adottata da Fiat Chrysler Automobiles nel mercato cinese e nord americano con Fiat Viaggio / Fiat Ottimo e Dodge Dart / Chrysler 200.

## Sviluppo, produzione e distribuzione
I modelli vengono sviluppati sulla seconda generazione della piattaforma Small di FCA (già Fiat), sono quindi derivati dalla base telaistica della 500L.

### Berlina tre volumi
La famiglia di vetture debutta con il modello "Compact sedan" e lo fa al salone dell'automobile di Istanbul in Turchia. Quello turco non è solo il mercato più importante per FCA per questo tipo di vettura (che prende l'eredità della Linea) ma è anche un'area strategica per il colosso italo-statunitense che ha a Bursa uno dei suoi maggiori siti produttivi (la Tofaş) e il proprio principale centro di ricerca e sviluppo per modelli destinati all'Europa dell'est e il Medio Oriente. Questo modello infatti, è sì stato ideato e progettato dal Centro Stile Fiat a Torino, ma lo sviluppo è avvenuto proprio fra Torino e Bursa, in Turchia, dove avviene anche la produzione.
La world car compatta è una berlina 4 porte lunga 453 cm, larga 179 e alta 150. Il passo di 264 centimetri, omologata 5 posti e caratterizzata da grande abitabilità (la casa dichiara che è pensata per 5 occupanti di corporatura robusta) e capacità di carico (oltre 510 litri). La vettura è stata presentata da Alfredo Altavilla, responsabile mercato EMEA di FCA. e debutterà nei mercati europei (fra cui l'Italia) riproponendo dopo 20 anni la denominazione Tipo.

### Berlina due volumi
Questa versione raccoglie parte dell'eredità della Fiat Bravo in un periodo storico dove vede il segmento delle berline medie compatte (due volumi) spezzarsi fra SUV compatti e berline più tradizionali e razionali. Se da una parte l'eredità della Bravo è stata raccolta dalla 500X questa versione due volumi del nuovo progetto Ægea di casa Fiat è destinato a raccogliere la clientela più tradizionalista, e ad evitare una sensazione di "vuoto" all'interno della gamma Fiat nel segmento delle berline.La trasversalità dei due modelli, consente quindi di andare a riempire anche il tradizionale segmento "C", senza che nessuno dei due si possa definire vero e proprio erede diretto. La berlina “razionale” per il segmento C arriva con la Fiat Tipo hatchback, destinata principalmente al mercato europeo e sudamericano.

### Familiare
Il modello giardinetta è la versione con maggiore abitabilità e capacità di carico delle versioni berlina. Dopo essere stato presentata al salone di Ginevra insieme alla hatchback, la versione familiare del segmento C diventa la Fiat Tipo station-wagon andando di fatto a sostituire idealmente la Stilo Multiwagon, uscita di produzione nel 2008.